# Nordkinnhalbinsel
Die Nordkinnhalbinsel (norwegisch Nordkinnhalvøya) ist die nördlichste Halbinsel des europäischen Festlands. Sie liegt im norwegischen Fylke Finnmark zwischen dem Laksefjord im Westen und dem Tanafjord im Osten. Der höchste Punkt der Halbinsel liegt 486 m hoch. Der etwa einen Kilometer breite Isthmus Hopseidet verbindet die Halbinsel mit dem restlichen Festland.
Das Nordkap liegt zwar etwas nördlicher (71° 10′ 21″ nördlicher Breite), ist aber auf der Insel Magerøya gelegen. Der nördlichste Punkt des europäischen Festlandes auf der Nordkinnhalbinsel heißt Kinnarodden (⊙) und liegt auf 71° 08′ 01″ nördlicher Breite. Um dorthin zu gelangen, muss eine 24 km lange Wanderung unternommen werden, die bei schlechtem Wetter nicht ohne Risiko ist. Erst im August 1989 wurde die Nordkinnhalbinsel überhaupt an das norwegische Straßennetz angeschlossen.
Auf der Nordkinnhalbinsel gibt es die größeren Ortschaften Kjøllefjord (836 Einwohner, Stand 2023), Mehamn (703 Einwohner) und Gamvik (218 Einwohner) sowie Skjånes (ca. 60 Einwohner) im Südosten gelegen. Hier verläuft auch die Grenze zwischen den Gemeinden Lebesby und Gamvik. Kjøllefjord und Mehamn sind zwei Stationen der Hurtigrutenschiffe, die zwischen diesen Orten das Nordkinn umfahren.

## Klima und Vegetation
Der wärmste Monat des Jahres ist der August mit einer Durchschnittstemperatur von 9,6 °C. Der Wind bläst oft stark, besonders im Winter. Im Januar wurde an 21 Tagen Wind mit der Windstärke „liten kuling“ (Stärke 5/6) oder mehr gemessen. Die erst 1989 eröffnete „Nordkyn-Straße“ von Bekkarfjord nach Hopseidet, die durch sehr ungastliche Gegenden führt, musste im Jahr 1996 an 238 Tagen geräumt werden.
Die Vegetation wirkt auf den ersten Blick recht karg und dürftig. Doch die Nordkyn-Halbinsel ist mit 350 registrierten Pflanzenarten längst nicht so vegetationsarm, wie man glaubt. Die Vegetation entspricht zu einem großen Teil der des süd-norwegischen Hochgebirges auf Höhen von 1.000 bis 1.500 Metern. Hier kann man also Hochgebirgspflanzen mit Strandpflanzen Seite an Seite antreffen. In den Buchten gibt es eindrucksvolle Strandterrassen, die die Hebung des Gebietes anzeigen.

## Geschichte
Die ersten Menschen ließen sich bereits vor über 9.000 Jahren auf der Halbinsel nieder. Keiner der heutigen Orte ist jedoch älter als 400 bis 500 Jahre. Landwirtschaft und Fischerei war zu allen Zeiten Lebensgrundlage der Bevölkerung. Ein guter Hafen und der kurze Abstand zu den Fischgründen war besonders wichtig. Der Pomorenhandel, der bis zum Ersten Weltkrieg betrieben wurde, bestand im Großen und Ganzen aus einem regen Tauschhandel mit den Russen, wo Fisch gegen Mehl und andere lebensnotwendige Waren getauscht wurde.
Um 1900 herum betrieb der bekannte Walfänger und Erfinder Svend Foyn eine eigene Walfangstation in Mehamn. Es war die größte Fabrik ihrer Art im Verwaltungsbezirk Finnmark. Sie bestand jedoch nicht allzu lange. Als die Fischer 1903 von einer schlechten Fischsaison betroffen waren, gaben sie die Schuld den Walfängern. Im „Mehamn-Aufruhr“ vom 2. Juni rissen angereiste Fischer die Fabrik nieder und zerstörten sie. In dieser gewaltsamen Schlacht mussten unter anderem Soldaten zur Aufrechterhaltung von Recht und Ordnung eingesetzt werden. Die Fabrik ist nie wieder aufgebaut worden, da der Walbestand ohnehin drastisch gesunken war.